# Serie B 1934/1935
Soutěžní ročník Serie B 1934/1935 byl 6. ročník druhé nejvyšší italské fotbalové ligy. Konal se od 30. září 1934 do 23. června 1935. Soutěž vyhrál a postup do nejvyšší ligy Janov. Spolu s ním postoupilo i Bari.
Nejlepším střelcem se stal italský hráč Marco Romano (Novara), který vstřelil 30 branek.

## Události
Oproti minulé sezony se místo 26 rozšířilo na 32 týmů, rozdělené do dvou skupin po 16 týmech. Stalo se tak kvůli reorganizaci soutěží. Z minulé sezony opět nikdo nesestoupil a navíc z První divize (3. ligy) postoupilo: Lucchese, Catania, Pisa a Aquila. Z nejvyšší ligy byly přiřazeny kluby Padova, Janov a Casale.
Finálová skupina byla zrušena a tak se o vítězi rozhodlo ve dvojzápase mezi kluby, které vyhrálo svou skupinu. Vítězem se stal Janov, který porazil Bari 0:1 a 4:0 a tak se po jedné sezoně vrátil do nejvyšší ligy. Sestupujících bylo 16 klubů, protože se opět přeorganizovala soutěž jak v 2. lize tak i ve 3. lize, která se přejmenovala na Serii C.

## Skupina A

### Účastníci
| Klub         | Město             | Stadion                      | Trenér                                          | Minulá sezona                             |
| ------------ | ----------------- | ---------------------------- | ----------------------------------------------- | ----------------------------------------- |
| Cagliari     | Cagliari          | Stadio Comunale Via Pola     | Enrico Crotti (1.–?. kolo) Ferenc Molnár        | 12. místo ve skupině A v Serii B          |
| Casale       | Casale Monferrato | Stadio Natale Palli          | Lajos Czeizler (1.–14. kolo) Amilcare Guaschino | 18. místo v Serii A (sestup)              |
| Catania      | Catania           | Campo piazza Esposizione     | Géza Kertész                                    | 1. místo ve finálové skupině D ve 3. lize |
| Derthona     | Tortona           | Campo Fornaci                | Ottavio Piccinini                               | 13. místo ve skupině A v Serii B          |
| Janov        | Janov             | Stadio Luigi Ferraris        | Vittorio Faroppa (1.–20. kolo) Renzo De Vecchi  | 17. místo v Serii A (sestup)              |
| Legnano      | Legnano           | Stadio di via Carlo Pisacane | Vinicio Colombo (1.–?. kolo) Enrico Crotti      | 11. místo ve skupině A v Serii B          |
| Lucchese     | Lucca             | Stadio Porta Elisa           | Ernő Erbstein                                   | 1. místo ve finálové skupině C ve 3. lize |
| Messina      | Messina           | Stadio Gazzi                 | Pietro Piselli (1.–?. kolo) Ezio Sclavi         | 5. místo ve skupině A v Serii B           |
| Novara       | Novara            | Stadio del Littorio          | Árpád Weisz                                     | 4. místo ve skupině A v Serii B           |
| Pavia        | Pavia             | Stadium Pavese               | Giovanni Bolzoni                                | 10. místo ve skupině A v Serii B          |
| Pisa         | Pisa              | Campo del Littorio           | György Orth                                     | 1. místo ve finálové skupině B ve 3. lize |
| Pro Patria   | Busto Arsizio     | Stadium Comunale             | Silvio Pietroboni (1.–?. kolo) Attilio Fizzotti | 4. místo ve finálové skupině v Serii B    |
| Seregno      | Seregno           | Stadio Ferruccio Trabattoni  | Cesare Lovati                                   | 9. místo ve skupině A v Serii B           |
| Spezia       | La Spezia         | Stadio Alberto Picco         | Wilmas Wilhelm (1.–21. kolo) Francesco Caiti    | 7. místo ve skupině A v Serii B           |
| VP Viareggio | Viareggio         | Polisportivo                 | Euro Riparbelli                                 | 6. místo ve skupině A v Serii B           |
| Vigevanesi   | Vigevano          | Campo Bepi Crespi            | Rudolf Soutschek                                | 5. místo ve finálové skupině v Serii B    |

### Tabulka
| Poř. | Tým                 | Z  | V  | R  | P  | VG | OG | B  |
| ---- | ------------------- | -- | -- | -- | -- | -- | -- | -- |
| 1.   | Janov               | 29 | 18 | 6  | 5  | 48 | 23 | 42 |
| 2.   | Novara              | 29 | 17 | 5  | 7  | 61 | 34 | 39 |
| 3.   | Pisa                | 29 | 15 | 7  | 7  | 51 | 33 | 37 |
| 4.   | Catania             | 29 | 16 | 5  | 8  | 45 | 35 | 37 |
| 5.   | Vigevanesi          | 29 | 14 | 7  | 8  | 67 | 34 | 35 |
| 6.   | VP Viareggio        | 29 | 15 | 5  | 9  | 43 | 32 | 35 |
| 7.   | Lucchese            | 29 | 13 | 8  | 8  | 40 | 31 | 34 |
| 8.   | Messina             | 29 | 12 | 8  | 9  | 52 | 45 | 32 |
| 9.   | Cagliari            | 29 | 12 | 6  | 11 | 45 | 40 | 30 |
| 10.  | Seregno             | 29 | 9  | 10 | 10 | 42 | 41 | 28 |
| 11.  | Spezia              | 29 | 10 | 4  | 15 | 37 | 41 | 24 |
| 12.  | Casale              | 29 | 7  | 9  | 13 | 28 | 53 | 23 |
| 13.  | Legnano (-1 bod)    | 29 | 9  | 4  | 16 | 30 | 51 | 21 |
| 14.  | Pro Patria (-1 bod) | 29 | 4  | 8  | 17 | 22 | 45 | 15 |
| 15.  | Derthona (-2 body)  | 29 | 3  | 7  | 19 | 23 | 74 | 11 |
| 16.  | Pavia               | 15 | 0  | 3  | 12 | 7  | 29 | 3* |

Poznámky
- Z = Odehrané zápasy; V = Vítězství; R = Remízy; P = Prohry; VG = Vstřelené góly; OG = Obdržené góly; B = Body
- za výhru 2 body, za remízu 1 bod, za prohru 0 bodů.
- při rovnosti bodů rozhodoval rozdíl mezi vstřelených a obdržených branek.
- klub Pavia byl po 20. kole vyloučen ze soutěže a pro ostatní týmy zůstaly platné výsledky pouze dosažené v prvním 15. kolech.

|  | Postup do Serie A a do finále Serie B |
|  | Sestup do Serie C                     |

## Skupina B

### Účastníci
| Klub        | Město     | Stadion                        | Trenér                                                 | Minulá sezona                             |
| ----------- | --------- | ------------------------------ | ------------------------------------------------------ | ----------------------------------------- |
| Aquila      | L'Aquila  | Stadio XXVIII ottobre          | József Ging                                            | 1. místo ve finálové skupině A ve 3. lize |
| Atalanta    | Bergamo   | Stadio Mario Brumana           | Angelo Mattea                                          | 5. místo ve skupině B v Serii B           |
| Bari        | Bari      | Stadio della Vittoria          | Engelbert Koenig (1.–6. kolo) András Kuttik            | 2. místo ve finálové skupině v Serii B    |
| Benátky     | Benátky   | Stadio Pier Luigi Penzo        | Imre János Bekey                                       | 13. místo ve skupině B v Serii B          |
| Catanzarese | Catanzaro | Stadio Militare                | György Kőszegi                                         | 7. místo ve skupině A v Serii B           |
| Comense     | Como      | Stadio Giuseppe Sinigaglia     | Luigi Cevenini                                         | 4. místo ve skupině B v Serii B           |
| Cremonese   | Cremona   | Stadio Giovanni Zini           | József Bánás                                           | 8. místo ve skupině B v Serii B           |
| Foggia      | Foggia    | Campo Sportivo del Littorio    | Giovanni Battista Rebuffo (1.–?. kolo) Silvio Stritzel | 7. místo ve skupině B v Serii B           |
| Grion Pula  | Pula      | Stadio del Littorio di Pola    | Eugen Payer                                            | 6. místo ve skupině B v Serii B           |
| Modena      | Modena    | Stadio di viale Fontanelli     | Richard Klug                                           | 3. místo ve finálové skupině ve Serii B   |
| Padova      | Padova    | Stadio Silvio Appiani          | János Vanicsek                                         | 16. místo v Serii A (sestup)              |
| Perugia     | Perugia   | Campo di Piazza d'armi         | Cesare Migliorini                                      | 6. místo ve finálové skupině ve Serii B   |
| Pistoiese   | Pistoia   | Stadio Monteoliveto            | István Mészáros                                        | 8. místo ve skupině B v Serii B           |
| SPAL        | Ferrara   | Campo Littorio                 | Mihály Balacics                                        | 8. místo ve skupině B v Serii B           |
| Verona      | Verona    | Stadio Marcantonio Bentegodi   | Egidio Chiecchi                                        | 11. místo ve skupině B v Serii B          |
| Vicenza     | Vicenza   | Campo Sportivo di viale Verona | József Viola                                           | 12. místo ve skupině B v Serii B          |

### Tabulka
| Poř. | Tým         | Z  | V  | R | P  | VG | OG | B  |
| ---- | ----------- | -- | -- | - | -- | -- | -- | -- |
| 1.   | Bari        | 28 | 14 | 9 | 5  | 48 | 24 | 37 |
| 2.   | Modena      | 28 | 17 | 2 | 9  | 43 | 31 | 36 |
| 3.   | Pistoiese   | 28 | 15 | 4 | 9  | 47 | 27 | 34 |
| 4.   | Aquila      | 28 | 12 | 8 | 8  | 48 | 36 | 32 |
| 5.   | Verona      | 28 | 12 | 8 | 8  | 36 | 32 | 32 |
| 6.   | SPAL        | 28 | 13 | 5 | 10 | 45 | 42 | 31 |
| 7.   | Atalanta    | 28 | 12 | 6 | 10 | 38 | 35 | 30 |
| 8.   | Foggia      | 28 | 12 | 5 | 11 | 45 | 37 | 29 |
| 9.   | Cremonese   | 28 | 11 | 7 | 10 | 34 | 35 | 29 |
| 10.  | Padova      | 28 | 10 | 7 | 11 | 45 | 35 | 27 |
| 11.  | Catanzarese | 28 | 9  | 4 | 15 | 33 | 41 | 22 |
| 12.  | Vicenza     | 28 | 8  | 6 | 14 | 27 | 40 | 22 |
| 13.  | Benátky     | 28 | 9  | 4 | 15 | 25 | 47 | 22 |
| 14.  | Comense     | 28 | 7  | 6 | 15 | 27 | 55 | 20 |
| 15.  | Perugia     | 28 | 6  | 5 | 17 | 25 | 49 | 17 |
| 16.  | Grion Pula  | -  | -  | - | -  | -  | -  | 0* |

Poznámky
- Z = Odehrané zápasy; V = Vítězství; R = Remízy; P = Prohry; VG = Vstřelené góly; OG = Obdržené góly; B = Body
- za výhru 2 body, za remízu 1 bod, za prohru 0 bodů.
- při rovnosti bodů rozhodoval rozdíl mezi vstřelených a obdržených branek.
- kluby Foggia a Cremonese se utkaly v dodatečném utkání o sestup, který skončil 1:1 a 1:0 pro Foggiu.
- klub Grion Pula byl po 15. kole vyloučen ze soutěže a všechny výsledky, byly zrušeny.

|  | Postup do Serie A a do finále Serie B |
|  | Sestup do Serie C                     |

## Finále
| 1. finálový zápas 16. červen 1935 | Bari | 1 – 0 | Janov | Stadio della Vittoria, Bari |  |  |
|                                   |      |       |       |                             |  |  |
|                                   |      |       |       |                             |  |  |

| 2. finálový zápas 23. červen 1935 | Janov | 4 – 0 | Bari | Stadio Luigi Ferraris, Janov |  |  |
|                                   |       |       |      |                              |  |  |
|                                   |       |       |      |                              |  |  |

- klub Janov se stal vítězem Serie B.